# Aldeído fenólico
Aldeídos fenólicos são derivados de fenol.  Aldeídos fenólicos podem ser encontrado em vinhos e conhaques.
Exemplos :
- Hidroxibenzaldeídos
- Aldeído protocatecuico
- Vanilina e isovanilina
- 2,3,4-triidroxibenzaldeído pode ser isolado de Antigonon leptopus.[3]